# La Bussière-sur-Ouche
Pour les articles homonymes, voir La Bussière.
La Bussière-sur-Ouche est une petite commune française située dans le département de la Côte-d'Or en Bourgogne, dans la région administrative de région Bourgogne-Franche-Comté.

## Géographie

### Situation, description
La Bussière-sur-Ouche est dans la moitié sud du département de la Côte-d'Or, en limite nord-ouest du canton d'Arnay-le-Duc.
Dijon est à 34 km au nord-est, Beaune à 30 km au sud, Pouilly-en-Auxois à 20 km au nord-ouest.
La Bussière est entourée par trois autoroutes formant un triangle : les autoroutes A38, A6 et A31. L'autoroute A38 passe au nord pour relier Pouilly-en-Auxois et l'autoroute A6, avec Dijon et les autoroutes A31 (Beaune/frontière du Luxembourg) et A39 (Dijon/Bourg-en-Bresse).
Les points d'accès les plus proches pour les autoroutes sont :
pour la A38 : l'échangeur n° 30 à 13 km au nord à Sainte-Marie-sur-Ouche / Mâlain, ou  4 km plus à l'est l'échangeur n° 31 à 17 km au nord à Fleurey-sur-Ouche ;
pour la A6 : l'échangeur A6-A38 de Pouilly à 18 km au nord-ouest, ou l'échangeur n° 24 « Beaune-Saint Nicolas » à 28 km au sud ;
pour la A31 : le même échangeur n° 24 « Beaune-Saint Nicolas » au sud, ou l'échangeur n° 1 « Nuits-Saint-Georges » à 30 km au sud-est, ou l'échangeur n° 2 « Perrigny-lès-Dijon » à 40 km à l'est.
Le territoire de la commune est fait de plateaux plus élevés vers le nord et dont les sommets sont tous entièrement couverts de forêt, ainsi que la plupart des coteaux (guère exploitables autrement car trop pentus). Ces plateaux sont entaillés par les vallées de l'Ouche et de son affluent l'Arvo. Les plateaux, qui culminent entre 475 m et un peu plus de 500 m d'altitude, dominent ces vallées d'environ 130 m à 170 m selon les endroits.

### Hameaux, lieux-dits et écarts
Les hameaux de la commune sont : la Chaux, Comberainbeuf le Bas, Crosson, la Forge, la Forêt, les Gordots, les Gruey, Loizerolle, Pontonnière, Puits Rolland et Saunière.
Dans la boite déroulante qui suit, les hameaux suivis d'une astérisque sont indiqués sur la carte de Cassini (établie vers 1745) ; le cas échéant, l'orthographe passée différente est indiquée en italiques entre parenthèses. Les hameaux disparus depuis sont entre crochets : « [(hameau)] (détruit) ». Les lieux-dits sont en italiques.
- Loizerolle, « l'Oiserolle » au XVIIIe siècle[loc 3], s'appelait « l'Azeraule » au XIIIe siècle[2] ; en 1574 il y a trois foyers au hameau, six foyers en 1657, sept en 1752 et 12 à la fin du XVIIIe siècle[3].
- Le Comberainbeuf[loc 4] du XIIe siècle s'appelait Combam Raibo[4]. Comberainbeuf-Haut et Comberainbeuf-Bas sont créés sur la base d'un contrat du 23 mai 1526 selon lequel des terres sont données en fermage moyennant la construction de granges. Comboyard, Puits Rolland et Thuet sont affermés sous la même condition à la même date ; Saunière bénéficie du même type de contrat en 1517, Esgruey en 1535, le grand Montoiller en 1541, le Petit Montoiller en 1542[5].
- Le hameau de la Forêt, déjà mentionné au XIIIe siècle, a probablement été ruiné par les guerres car en 1461 il n'est plus habité ; il a deux feux en 1574, de 5 à  7 feux au XVIIe siècle et début XVIIIe siècle 8 preneurs reprennent le bail de la métairie. Vers la même époque, Courtépée a 10 feux[6].
- Les Gruey : citée au temps de la fondation de l'abbaye, la « villa Croat » n'est de nouveau mentionnée qu'en 1535 quand les religieux donnent à bail à Jehan Clémencet « dict Gruyer » cent journaux de terre situées entre autres « sous les roches du Boys de Créault »,  à charge de construire une grange et une maison - bâtiments dûment édifiés en 1556[6]. En 1574 c'est la « grange de Cray », en 1625 la « grange de Créault », en 1676 la « grange de Cras ». Il y a même une appellation inattendue en 1657 : « Créaut dict la Goue »[7]. Le XVIIe siècle nous donne ceci : « Esgruey autrement dit Créa »[6]. Les Gruey, hameau existant de nos jours, s'appelait Esgruey sur la carte de Cassini[loc 5].
- La Forge s'appelait les Deux Poiriers au XIIe siècle[7].
- Le lieu-dit Champ Jardinier[loc 2] est l'ancien jardin des moines.
- Malaize en 1221 est le bois de Moleise[8].

### Hydrographie
L'Ouche, affluent de la Saône (bassin hydrographique du Rhône), traverse le sud de la commune en méandrant sur 3,2 km, dans le sens sud-nord et à une altitude proche de 313 m. Elle est encaissée dans une vallée aux coteaux élevés et souvent très abrupts, culminant entre 400 et 500 m d'altitude - soit une hauteur de 100 à 150 m.

Elle aborde la commune venant de Veuvey-sur-Ouche et longée par le canal de Bourgogne depuis Pont-d'Ouche (le canal suit l'Ouche sur tout son parcours à partir de Pont-d'Ouche). Elle atteint le hameau de la Forge 1,7 km plus en aval, mais avant cela son fond de vallée d'environ 230 m de large se resserre étroitement quelque 800 m après son entrée sur la commune, passant à moins de 40 m de largeur. Elle entame ensuite un méandre sur environ 1,4 km, entourant la Forge sur trois côtés et délimitant environ 10 ha de terrain plat (très probablement inondable car aucune maison n'y est bâtie hormis celle de l'éclusier de la Bussière). En fin de méandre, environ 510 m avant qu'elle ne quitte la commune, elle reçoit en rive gauche (à l'ouest) son affluent l'Arvo dans le village de la Bussière.
Sur la commune, l'Ouche n'est enjambée que par deux ponts : celui du chemin de la Barre, qui commence à l'écluse de la Forge ; et celui de la rue de Saint-Aubin ou D 33 reliant la Bussière au nord en rive gauche et la Forge au sud en rive droite.
Le canal de Bourgogne passe l'écluse de la Forge (n° 25) en bordure sud du hameau de la Forge. Une halte fluviale est aménagée à l'est du hameau juste avant l'écluse de la Bussière (n° 26, attenant au pont de la rue de Saint-Aubin ou D 33, en bordure nord de la Forge). Le véloroute du canal de Bourgogne emprunte tout du long l'ancien chemin de halage en rive ouest.

### Climat
Pour des articles plus généraux, voir Climat de la Bourgogne-Franche-Comté et Climat de la Côte-d'Or.
En 2010, le climat de la commune est de type climat des marges montargnardes, selon une étude du Centre national de la recherche scientifique s'appuyant sur une série de données couvrant la période 1971-2000. En 2020, Météo-France publie une typologie des climats de la France métropolitaine dans laquelle la commune est exposée à un climat océanique altéré et est dans la région climatique  Bourgogne, vallée de la Saône, caractérisée par un bon ensoleillement (1 900 h/an), un été chaud (18,5 °C), un air sec au printemps et en été et des vents faibles. 
Pour la période 1971-2000, la température annuelle moyenne est de 9,9 °C, avec une amplitude thermique annuelle de 16,7 °C. Le cumul annuel moyen de précipitations est de 910 mm, avec 12,5 jours de précipitations en janvier et 8,1 jours en juillet. Pour la période 1991-2020, la température moyenne annuelle observée sur la station météorologique de Météo-France la plus proche, « Pouilly-en-Aux_sapc », sur la commune de Pouilly-en-Auxois à 14 km à vol d'oiseau, est de 10,7 °C et le cumul annuel moyen de précipitations est de 859,1 mm,. Pour l'avenir, les paramètres climatiques de la commune estimés pour 2050 selon différents scénarios d'émission de gaz à effet de serre sont consultables sur un site dédié publié par Météo-France en novembre 2022.

## Urbanisme

### Typologie
Au 1er janvier 2024, La Bussière-sur-Ouche est catégorisée commune rurale à habitat dispersé, selon la nouvelle grille communale de densité à 7 niveaux définie par l'Insee en 2022.
Elle est située hors unité urbaine. Par ailleurs la commune fait partie de l'aire d'attraction de Dijon, dont elle est une commune de la couronne,. Cette aire, qui regroupe 333 communes, est catégorisée dans les aires de 200 000 à moins de 700 000 habitants,.

### Occupation des sols
L'occupation des sols de la commune, telle qu'elle ressort de la base de données européenne d’occupation biophysique des sols Corine Land Cover (CLC), est marquée par l'importance des forêts et milieux semi-naturels (54,1 % en 2018), une proportion sensiblement équivalente à celle de 1990 (54,3 %). La répartition détaillée en 2018 est la suivante : forêts (52,8 %), prairies (26,5 %), terres arables (10,9 %), zones agricoles hétérogènes (8,5 %), milieux à végétation arbustive et/ou herbacée (1,2 %). L'évolution de l’occupation des sols de la commune et de ses infrastructures peut être observée sur les différentes représentations cartographiques du territoire : la carte de Cassini (XVIIIe siècle), la carte d'état-major (1820-1866) et les cartes ou photos aériennes de l'IGN pour la période actuelle (1950 à aujourd'hui).

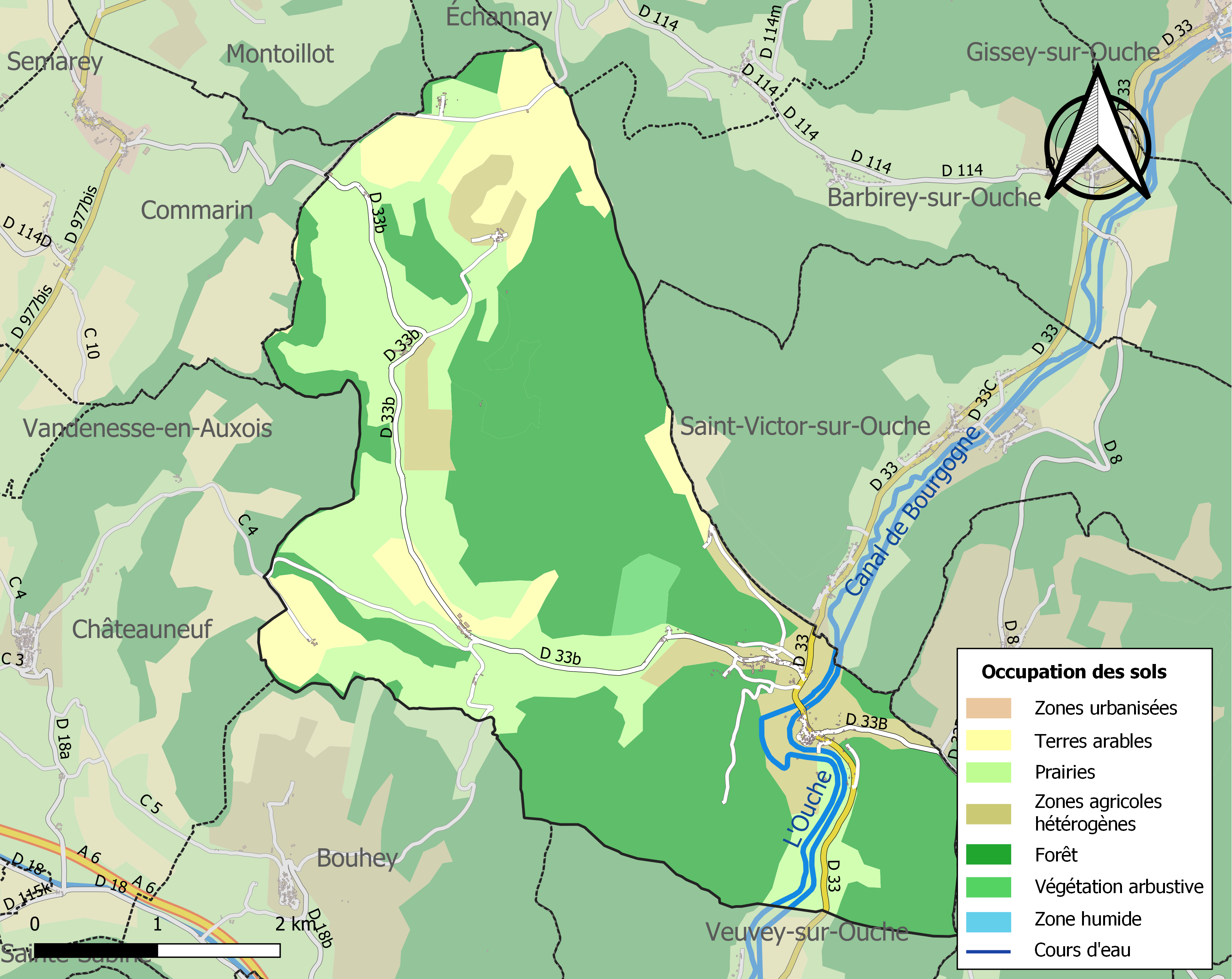
Carte des infrastructures et de l'occupation des sols de la commune en 2018 (CLC).

## Histoire

### Préhistoire
Des silex taillés ont été trouvés sur le plateau vers le champ Grolier à l'est de la voie romaine, et au sud du vieux chemin de Vandenesse à Crosson.

### Époque gallo-romaine
Deux sites, et peut-être trois, ont été occupés par des gallo-romains : à l'est de l'Oiserolle, vers le bois de Fatz ; sur le coteau est de Saunière ; et la villa Tres Valles du VIIe siècle a probablement succédé à un établissement gallo-romain.

### Moyen Âge
Un lieu nommé Tres Valles (« Trois Vallées ») se tient proche du village actuel de la Bussière. Il est déjà mentionné au VIe siècle : Ansbert, évêque d'Autun, lègue par testament en 696 sa villa Tres Valles « à son église cathédrale Saint-Symphorien » et à l'oratoire dédié à saint Léger.
Le 13 mars 1131, Garnier de Sombernon fonde l'abbaye d'Aseraule à 540 m d'altitude tout à fait en amont de l'Arvo, à 5,3 km au nord-ouest de l'actuelle abbaye, lui donnant tout le territoire de Tres Valles. Tres Valles n'est alors plus habité et s'il y a eu des constructions elles sont probablement détruites, car les moines de Saint-Symphorien n'émettent aucune réclamation sur cette terre (voir l'article Abbaye de la Bussière pour plus de détails).
Le choix du lieu d'implantation n'est pas très heureux : la terre est rude, caillouteuse et l'eau est rare. Mais les bâtiments de l'abbaye ne sont pas encore achevés, qu'un incendie détruit tout le bâti existant.
Garnier de Sombernon persévère : il transporte le siège de l'abbaye à la confluence de l'Arvo, à 514 m d'altitude, au pied du même plateau où se trouve l'Aseraule. Ce lieu s'appelle désormais Buxeria, qui devient à terme « la Bussière ». Dès le XIIe siècle, des hameaux se groupent autour de l'abbaye.
Fin XIIe siècle ou début XIIIe siècle, une grande grange est construite à Azeraule. Remaniée au long des siècles, elle existe toujours. Elle est appelée « grange dîmière ». Ses contreforts, pieds droits et arcs de cintre sont en belle pierre blanche importée (pierre d'origine indéterminée, non locale) et qui contraste avec les moëllons des murs. Une croix de chemin de l'époque, voisine de la grange, a également perduré jusqu'à nos jours.
En dehors de l'enceinte de l'abbaye se développe un petit bourg appelé la Basse-Cour.

### Époque moderne
Le petit bourg de Basse-Cour est enclos de murs aux XVIe, XVIIe et XVIIIe siècles. Au XVIIe siècle apparaît une métairie de la Porte, probablement situé près de la porte ouest des murs du bourg.

### Époque contemporaine
La commune fut desservie par le train très tôt au XIXe siècle, implantée sur le tracé du chemin de fer d'Epinac construit de 1829 à 1835 et qui allait d'Épinac au canal de Bourgogne.
Dans la nuit du 13 août 1943, un bombardier lourd Short Stirling Mark I de la Royal Air Force parti du Suffolk, de retour d'une mission contre les usines automobiles de Turin, s'écrase sur les hauts de la commune. Vraisemblablement endommagé par la flak, repéré et suivi par la station radar de Saint-Jean-de-Bœuf (lire histoire de cette commune), il est descendu par un Messerschmitt Bf 110 de la chasse de nuit  basé à Longvic et piloté par le capitaine Von Niebelschütz. Les sept membres de l'équipage composé de 4 Anglais, 2 Néo-zélandais et un Australien sont décédés et inhumés au cimetière de la commune, devant une foule importante qui rend hommage avec trois jeunes filles habillées chacune de bleu, de blanc et de rouge conduisant le cortège.
La commune de La Bussière, sur l'Ouche, a accueilli en 1976 le cinéaste Bertrand Blier qui y tourna plusieurs scènes de son film Calmos, avec Jean-Pierre Marielle, Jean Rochefort et Bernard Blier.

## Politique et administration
| Période                                  | Période   | Identité         | Étiquette | Qualité                    |
| ---------------------------------------- | --------- | ---------------- | --------- | -------------------------- |
| Les données manquantes sont à compléter. |           |                  |           |                            |
| avant 1988                               | ?         | Bernard Bondaz   |           |                            |
| mars 2001                                | mars 2008 | Annie Bertoncini |           |                            |
| mars 2008                                | En cours  | Éric Mignot      |           | Retraité Fonction publique |

La commune dispose de son propre réseau d’eau depuis 2007 (ayant quitté la Lyonnaise des Eaux).

## Démographie
Gentilé : Buxérois, Buxéroises.
L'évolution du nombre d'habitants est connue à travers les recensements de la population effectués dans la commune depuis 1793. Pour les communes de moins de 10 000 habitants, une enquête de recensement portant sur toute la population est réalisée tous les cinq ans, les populations de référence des années intermédiaires étant quant à elles estimées par interpolation ou extrapolation. Pour la commune, le premier recensement exhaustif entrant dans le cadre du nouveau dispositif a été réalisé en 2007.

En 2022, la commune comptait 185 habitants, en évolution de +21,71 % par rapport à 2016 (Côte-d'Or : +0,82 %, France hors Mayotte : +2,11 %).
| 1793 | 1800 | 1806 | 1821 | 1831 | 1836 | 1841 | 1846 | 1851 |
| ---- | ---- | ---- | ---- | ---- | ---- | ---- | ---- | ---- |
| 792  | 825  | 822  | 805  | 704  | 706  | 675  | 603  | 595  |

| 1856 | 1861 | 1866 | 1872 | 1876 | 1881 | 1886 | 1891 | 1896 |
| ---- | ---- | ---- | ---- | ---- | ---- | ---- | ---- | ---- |
| 521  | 513  | 485  | 462  | 431  | 414  | 384  | 366  | 351  |

| 1901 | 1906 | 1911 | 1921 | 1926 | 1931 | 1936 | 1946 | 1954 |
| ---- | ---- | ---- | ---- | ---- | ---- | ---- | ---- | ---- |
| 354  | 310  | 316  | 305  | 285  | 275  | 259  | 278  | 236  |

| 1962 | 1968 | 1975 | 1982 | 1990 | 1999 | 2006 | 2007 | 2012 |
| ---- | ---- | ---- | ---- | ---- | ---- | ---- | ---- | ---- |
| 209  | 138  | 148  | 180  | 220  | 190  | 163  | 159  | 138  |

| 2017 | 2022 | - | - | - | - | - | - | - |
| ---- | ---- | - | - | - | - | - | - | - |
| 159  | 185  | - | - | - | - | - | - | - |

## Aspects socio-économiques
En 2010, le village a une boulangerie établie avant 2008, un café, et la fromagerie de la Saunière. Il a encore une école, avec une classe regroupée dans le cadre du regroupement pédagogique intercommunal avec Veuvey-sur-Ouche et Crugey. Il ne reste qu'un agriculteur sur la commune, le restant des terres étant exploité par des agriculteurs ou des GAEC des communes voisines.

## Culture locale et patrimoine

### Lieux et monuments
Établissements religieux

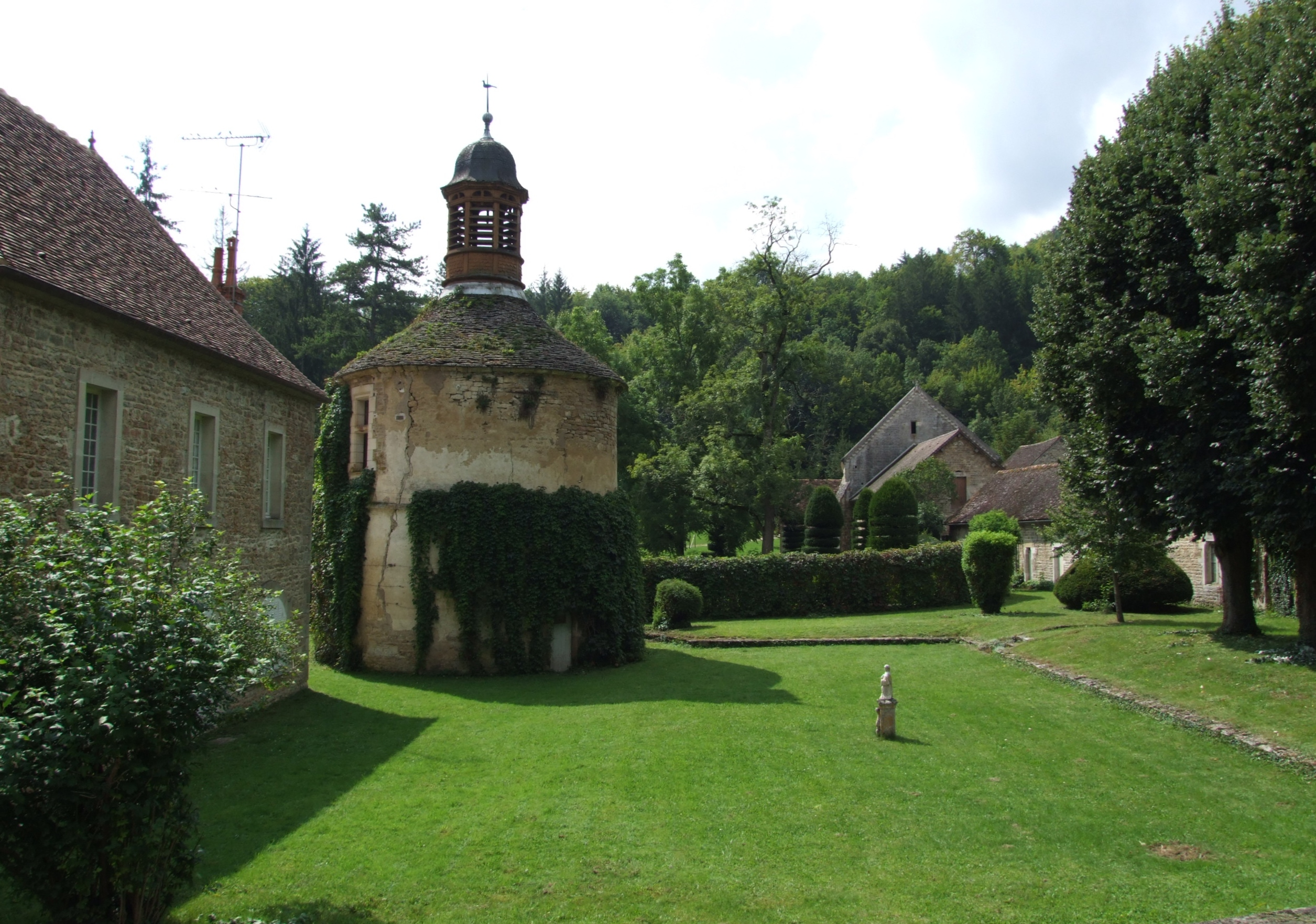
Abbaye de la Bussière.

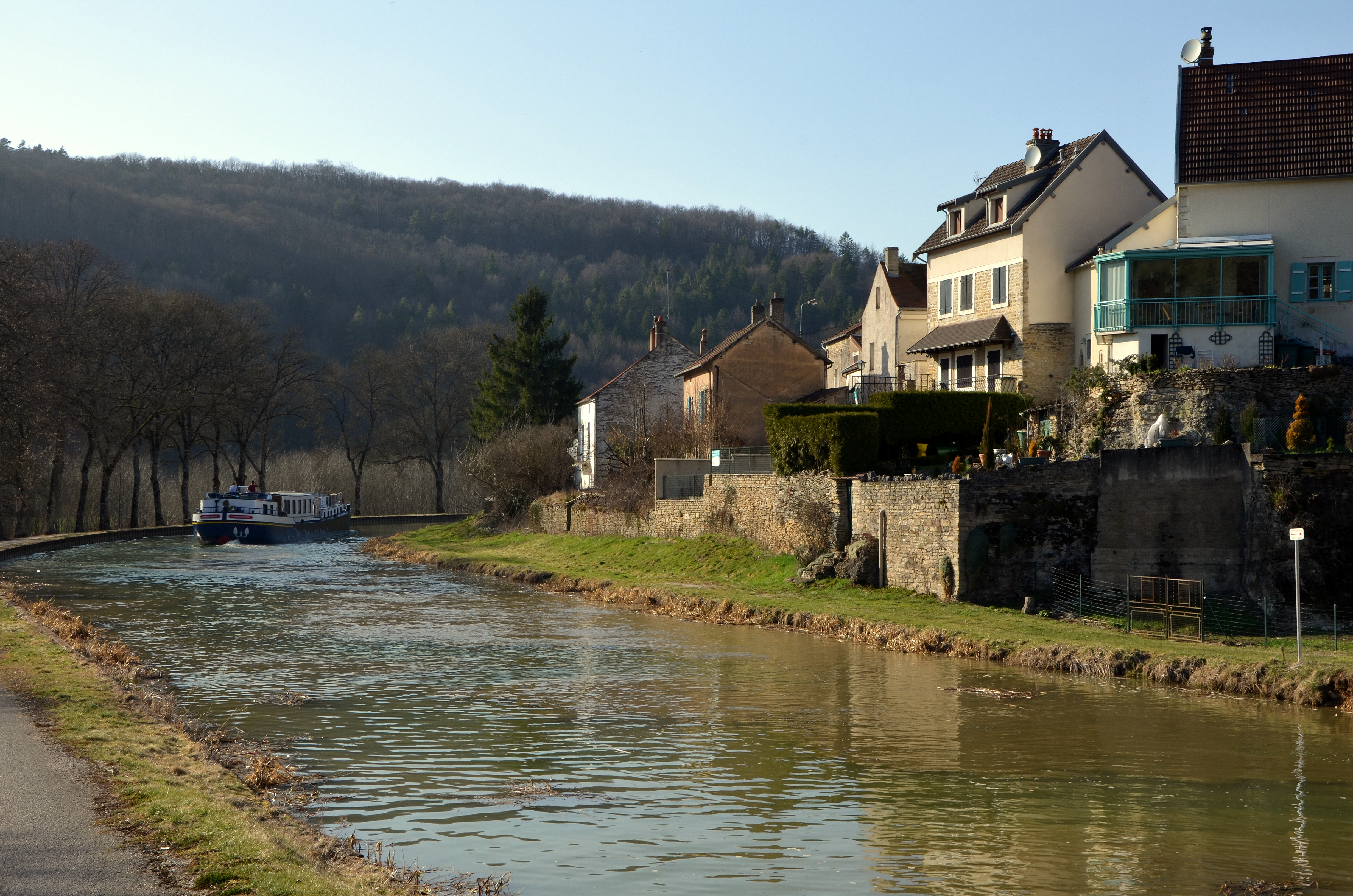
Le canal de Bourgogne au hameau de la Forge.

- L'abbaye de la Bussière date du XIIe siècle. Les bâtiments ont été rachetés en 2005 et restaurés pour créer un château-hôtel de luxe, membre du réseau Relais & Châteaux, dans un parc de 7 hectares ; l'établissement a reçu sa première étoile au guide Michelin 2007. Les bâtiments de l'abbaye de la Bussière sont classés au titre des Monuments historiques depuis le 22 novembre 1981[MH 2],[MH 3].
- L'église Notre-Dame-des-Trois-Vallées est attenante à l'abbaye mais non dépendante de cette dernière ; on peut encore la visiter en été. Elle a été commencée vers 1132 et achevée en 1172, avec une tour carrée surmontée d'une flèche à huit pans à couverture d'ardoise qui remplace la coupole d'origine depuis le XVIIIe siècle. Le délabrement et le manque de fonds pour les réparations ont amené à réduire de moitié les nefs vers 1820. Malgré cela l'église a encore de belles proportions. Son extérieur a été restauré un peu avant 2010, pour un coût de un million d'euros.

Constructions civiles
- Beau porche du XVe siècle dans le village[33].
- Lavoir sur la place de la mairie.
- Grange dîmière à Loizerolle, classée MH ainsi que la croix de chemin voisine[MH 1]. La grange est plus près de l'eau à la suite d'un incendie[33].

Ouvrages relevant de voies d'eau
- Le pont de la rue de Saint-Aubin (D 33) à l'écluse de la Bussière n° 26 date du 2e quart du XIXe siècle. En 1888 il a été rehaussé, son tablier a été changé et les rampes d'accès remaniées ; ces travaux ont été réalisés par l'entrepreneur Gorce de Chalon-sur-Saône, sous la direction de l'ingénieur ordinaire Maurice Renaud et avec le visa de Henri Bazin, ingénieur en chef. Leur tablier a été remplacé fin XXe siècle par un tablier en béton, élargissant le pont originel ; les anciens parapets en métal ont cependant été conservés. Ce pont sur le canal est inscrit à l'inventaire général des monuments historiques depuis le 9 mars 2016. Il est prolongé en rive gauche par un ancien pont sur l'Ouche[MH 4].
- Le pont sur l'écluse de la Forge n° 25 date lui aussi du 2e quart du XIXe siècle et a de même été remanié en 1888, par les mêmes personnes que pour le pont de la rue Saint-Aubin : son tablier a été alors changé pour un tablier en métal avec voûtes de briques et les rampes élargies pour faciliter l'accès au pont. Le tablier porte la date 1888 côté sas[MH 5].
- Les sites des écluses de la Forge n° 25[MH 6] et de la Bussière n° 26[MH 7] sont inscrits à l'inventaire général des monuments historiques depuis le 9 mars 2016. La maison éclusière est de type « Foucherot ».
- La halte fluviale ou « gare d'eau » de la Forge près de l'écluse n° 26, date du 2e quart du XIXe siècle. Elle est inscrite à l'inventaire général des monuments historiques depuis le 9 mars 2016[MH 8].
- Un déversoir de fond connecté au canal de Bourgogne se trouve sur la commune mais attenant à l'écluse du Bouchet n° 27 - cette dernière étant située juste après la limite de commune, sur Saint-Victor-sur-Ouche[loc 1]. Le déversoir est un ouvrage à un seul pertuis avec vanne et est accompagné par un garde-corps en métal sur le chemin de halage. Il est prolongé par une petite rigole maçonnée qui se déverse dans l'Ouche. Il aurait été construit postérieurement à 1860 (un plan de 1860 ne le montre pas) et est inscrit à l'inventaire général des monuments historiques depuis le 9 mars 2016[MH 9].
- Une borne kilométrique près de l'écluse du Bouchet n° 27 (sur Saint-Victor-sur-Ouche) fait partie des bornes placées le long du canal en 1835 pour calculer les droits de navigation. Elle porte gravée la distance depuis Laroche : Y K 180 (bien que les sources mentionnent la distance depuis Saint-Jean-de-Losne), avec la lettre S gravée[MH 10].

### Personnalités liées à la commune
- Henri Vincenot (1912-1985). Son roman Les étoiles de Compostelle a pour cadre d'ouverture la construction de l'abbaye.
- Le colonel Roger Flamand (1920-2010), grand croix de la Légion d’honneur[34], maire de La Bussière où il avait pris sa retraite dans les années 1970.
- Marquise Thérèse de Ségur (1857-1935), née Hely d'Oissel, mariée au marquis Pierre de Ségur petit-fils de la comtesse de Ségur, et enterrée au cimetière du village avec d'autres membres de sa famille[35].
- Pierre-Gabriel Vallot (1866-19..?), missionnaire au Tonkin, auteur de plusieurs dictionnaires et manuels de vietnamien.
- Jean Léonce Frédéric Hély d'Oissel (1833-1920), père de Thérèse de Ségur.

### Héraldique
| Blason | Blasonnement : Bandé d'or et d'azur de six pièces, à la bordure de gueules, au pal aussi d'azur brochant sur le tout, chargé d'une crosse aussi d'or. |